# Aristolochia kerrii
Aristolochia kerrii är en piprankeväxtart som beskrevs av William Grant Craib. Aristolochia kerrii ingår i släktet piprankor, och familjen piprankeväxter. Inga underarter finns listade i Catalogue of Life.